# Чорнобиль. Відродження. Рись євразійська (монета)
«Чорнобиль. Відродження. Рись євразійська» — пам'ятна  монета номіналом 5 гривень, випущена Національним банком України, присвячена — рисі євразійській, яка проживає на території Чорнобильського радіаційно-екологічного біосферного заповідника.
Монету введено в обіг 26 квітня 2023 року. Вона належить до серії «Флора і фауна», циклу «Чорнобиль. Відродження».

## Опис та характеристики монети
| Номінал грн. | Метал      | Маса, грам | Діаметр, мм. | Якість виготовлення       | Гурт     | Тираж, штук |
| ------------ | ---------- | ---------- | ------------ | ------------------------- | -------- | ----------- |
| 5            | нейзильбер | 16.54      | 35,0         | спеціальний анциркулейтед | рифлений | 40 000      |

Тираж монети складається у тому числі з монети у сувенірній упаковці кількістю 20 000 шт.

### Аверс
На аверсі монети розміщено: угорі — малий державний Герб України, під яким напис — УКРАЇНА; праворуч від герба вказано номінал монети — 5 ГРИВЕНЬ. У центрі монети міститься символічне колесо життя, яке складається з стилізованого міжнародного знаку «Радіаційна загроза», оповитого листям, навколо якого тварини, популяції яких розвиваються у Чорнобильській зоні відчуження: лелека чорний, кінь Пржевальського, рись, зубр, лось, ведмедь бурий. По колу аверса на дзеркальному тлі зазначені написи: «ЧОРНОБИЛЬСЬКИЙ РАДІАЦІЙНО-ЕКОЛОГІЧНИЙ БІОСФЕРНИЙ ЗАПОВІДНИК (ліворуч), CHORNOBYL RADIATION AND ECOLOGICAL BIOSPHERE RESERVE», вказано рік карбування — 2023 та логотип Банкнотно-монетного двору Національного банку України (зверху).

### Реверс

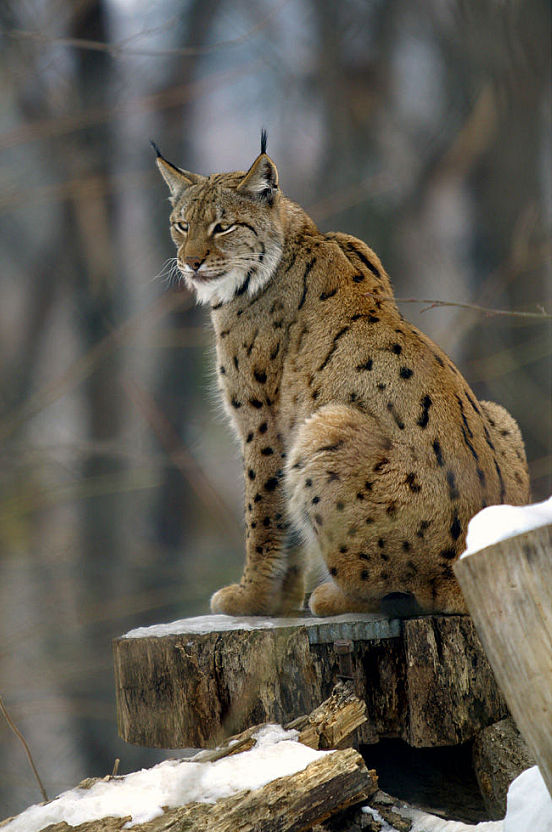
Рись євразійська

На реверсі монети розташовується зображення рисі євразійської над яким на дзеркальному тлі написи: РИСЬ/ЄВРАЗІЙСЬКА/EURASIAN LYNX. Рись розташовується на фоні пейзажу. Угорі розміщені зображення рисі та рисенят. При зображенні центрального зображення рисі використано тампонний друк.

## Автори
- Художник — Фандікова Наталія.
- Скульптори: Дем'яненко Анатолій, Дем'яненко Володимир.

## Вартість монети
Роздрібна ціна Національного банку України 169 грн, а в сувенірній упаковці — 218 гривень.
Фактична приблизна вартість монети з роками змінювалася так:
| Рік        | 2023 | 2024  | 2025  |
| ---------- | ---- | ----- | ----- |
| Ціна, грн. | 440  | 1 120 | 1 550 |